# L'alibi era perfetto
L'alibi era perfetto  (Beyond a Reasonable Doubt)  è un film del  1956  diretto da  Fritz Lang.
Si tratta dell'ultimo film diretto da Lang in America.

## Trama
Austin Spencer, un editore di giornali, vuole dimostrare che spesso un cittadino è condannato a morte  senza che ci sia la certezza della colpa, e che l'implacabile  verdetto può essere  emesso sulla base di  prove  inadeguate e insufficienti.
Ne  parla con lo scrittore di romanzi, Tom Garrett,  fidanzato di sua figlia Susan.  Ha in mente di montare un caso in cui si possa provare platealmente  come sia possibile comminare ingiustamente la sedia elettrica,  in polemica con l'irreprensibile procuratore distrettuale della città, Roy Thompson.
Sul giornale è riportata la notizia dell'omicidio  di una danzatrice di nightclub, Patty Gray. Sul fatto di sangue  le indagini brancolano nel buio. Propone al futuro genero di inventare a bella posta degli indizi falsi in modo che Tom sia  incolpato  dell'omicidio  costringendo così  gli inquirenti ad  arrestare e condannare un individuo innocente. A quel punto il suocero interverrebbe dimostrando con fotografie e documenti  l'inconsistenza e la falsità degli indizi  rinvenuti.
Tom accetta il piano e tutto si svolge come previsto. Ma all'improvviso Spencer muore in un incidente d'auto prima che possa testimoniare, e le prove fotografiche destinate a scagionare  Tom  sono distrutte nell'incendio del veicolo.
Tom è giudicato colpevole e messo nel braccio della morte.  Gli affannosi tentativi di Susan e dell'avvocato-giornalista, suo amico, per salvarlo sembrano naufragare,  quando  provvidenzialmente l'esecutore testamentario, a cui Austin Spencer aveva affidato le proprie volontà, rivela la presenza  nelle sue carte di  una lettera  scritta  di pugno dal defunto  che attesta  la veridicità delle dichiarazioni  del condannato. Tom Garrett  può così essere graziato.
Ma Susan scopre che Tom conosce il nome vero della ballerina assassinata. Insospettita, costringe il fidanzato a confessare. Ottenuta la conferma che è lui il vero colpevole, lo denuncia al magistrato, impedendo, all'ultimo momento, che firmi la grazia. Tom non potrà più sottrarsi alla sedia elettrica.

## Produzione
Il regista ebbe uno scontro durissimo con il produttore per le scene ambientate nel braccio della morte, un altro dei tanti che già avevano  condizionato e "rovinato" i suoi film americani. Prese dunque la decisione che da quel momento  non avrebbe  mai più fatto film in America.
La prima del film si ebbe il 13 settembre 1956.

## Critica

### Innocenza e colpevolezza
Jacques Rivette:
«Lang, come si sa, ricerca sempre la verità oltre le apparenze, e qui la ricerca va anche oltre le inverosimiglianze. È forse inutile rilevare il contrasto di questo film di Lang con alcune sue opere precedenti, come Furia e Sono innocente! Qui l'innocenza con le apparenze di colpevolezza, là colpevolezza con apparenza di innocenza...Oltre le apparenze, cos'è l'innocenza o la colpevolezza? Qualcuno è mai in realtà innocente o colpevole?»

### Sceneggiatura fuori dell'ordinario
François Truffaut:
«Si capisce che la critica si sia indignata per una sceneggiatura così fuori dell'ordinario. Tuttavia essa corrisponde alle preoccupazioni di un uomo che gli avvenimenti mondiali, la guerra, il nazismo, la deportazione, il maccartismo, hanno rinforzato nella sua rivolta che si è trasformata in un immenso disgusto».

### La giustizia
Paolo Mereghetti:
«L'ultimo film americano di Lang, lucida e inquietante parabola sul rapporto fra il singolo e la giustizia: portando all'estremo il processo di astrazione del suo stile, il regista sottolinea l'idea di colpevolezza universale che è al centro del suo mondo con una ricchezza di colpi di scena e di sfumature psicologiche magistrali» 

### Due film in uno
Raymond Bellour:
«...questo film ha in comune con pochi altri la particolarità di condensare due film in uno. O, meglio, di fare del film che si vede il doppio ingannevole dell'altro che si va costruendo celatamente al suo interno e che si scopre alla fine, rimanendo di sasso e con l'impellente desiderio di rivedere al più presto il film appena visto, per riuscire, questa volta, ad afferrare i due film contemporaneamente e a chiarire, una volta per tutte, uno attraverso l'altro».

### I personaggi
Fritz Lang stesso dichiara, a proposito dei personaggi di questo film:
«...mi chiedevo se il pubblico avrebbe accettato il fatto che l'"eroe" simpatico del film all'ultimo momento si rivelasse un odioso assassino, cominciai anche a domandarmi chi fosse peggio come persona, l'assassino o la ricattatrice senza scrupoli che insegue con fredda determinazione il suo denaro.[...] E la donna di cui l'assassino è innamorato? Lo ama veramente? Lasciare un uomo che ha commesso un assassinio è forse comprensibile, ma tradirlo, consegnarlo sapendo che finirà sulla sedia elettrica, è un'altra cosa. Chi dei due è peggiore? O chi dei tre? O chi dei quattro, se includiamo il giornalista che è innamorato di Susan e leva di mezzo un rivale semplicemente telefonando al carcere?»
Stefano Socci collega il protagonista ai molti eroi negativi rappresentati da Lang nella sua lunga carriera:
«Chi è questo Tom Garrett, nome e volto comuni, se non l'ennesima e gloriosa personificazione della diversità? Un assassino, un malato, un illusionista. Paludato civilmente da giornalista-scrittore, Tom è invece un guerriero pagano a caccia nella giungla notturna della metropoli. È vittima della sua natura eccentrica, crea l'immagine di un falso assassino che dissimula il criminale vero».

### La messa in scena
Il film si rivela  una lucida riflessione sul potere della “messa in scena”. Spencer  crede di inventare un finto colpevole ai danni del Procuratore, Tom Garrett recita come  una finzione ciò che  in verità è un fatto reale, il regista dirige teatralmente le emozioni dello spettatore, tanto da far dire a Serge Daney che «...bisogna vedere il film due volte: una volta per la suspense e una volta per apprezzare il suo humour al contrario».

### Il finale
Lotte Eisner:
«Quando la città dorme lasciava la possibilità di una conclusione non tragica; La donna del ritratto era solo un incubo dal quale il protagonista poteva risvegliarsi; il finale ambiguo di La strada scarlatta permetteva al vero assassino, l'impiegatuccio ingannato, di gettare tutta la colpa sullo sfruttatore; in L'alibi era perfetto la conformista Susan e il suo giornalista vivranno sempre felici. Il padre che si batteva contro la pena di morte sarà dimenticato. Lang concorda con Brecht: l'uomo non è affatto buono».

## Remake
Una nuova versione di Beyond a Reasonable Doubt è del 2009  ed è stata diretta da Peter Hyams, con attori protagonisti Michael Douglas, Amber Tamblyn, e Jesse Metcalfe. Il film è uscito nelle sale l'11 settembre  2009.